# Данайцы
Данайцы, данаи (др.-греч. Δαναοί) — в древнегреческой мифологии (в частности, у Гомера) древнее название греков (наряду с аргивянами и ахейцами), с которым связаны такие мифические персонажи, как Данай, Даная и Данаиды. Прежде всего оно употребляется по отношению к жителям Арголиды, но может означать любого грека, особенно с Пелопоннеса. В гомеровском эпосе данайцы — одно из названий греков, осаждавших Трою.

## Ранние контакты с египтянами
Этот этноним упоминается в египетских надписях начиная с середины XV в. до н. э.. В надписи Аменхотепа III из Ком-эль-Гетана упомянуты tnjw (данаи) и их города: mukanu (Микены), deqajis (Thegwais-Фивы, по другому чтению — Тегея), misane (Мессена), nuplija (Навплион), kutira (Кифера), waleja/weleja (Элея, то есть Писа), amukla (Амиклы).

## «Народы моря»
В надписях 8 года Рамсеса III среди напавших на Египет «народов моря» упомянуты пелесет, текер, шакалуша, дануна и вашаша (wššw). Рядом авторов дануна отождествляются с данайцами, другие видят в них одно из сирийских или палестинских племен.
В раннем бронзовом веке один из регионов Киликии носил название a-da-na-wa Позднее, начиная с IX в. до н. э., та же местность именуется Куэ, или Хиява. Первое название отождествляется с данайцами, второе — с ахейцами, и видимо, свидетельствует об их миграции на юго-восток Анатолии.
Часть данайцев осела на юго-востоке Малой Азии и в восточной Киликии в IX в. до н. э. существовало государство Дануна (Данунитов). На горе Каратепе (у реки Джейхан) была обнаружена надпись царя Дануны — Азитавадда. В конце VIII в. до н. э. царство было завоёвано Ассирией.